# 中落合 (新宿區)
中落合（日语：／ Naka-ochiai */?）是東京都新宿區的町名。現行行政地名為中落合一丁目至中落合四丁目。2013年8月1日為止的人口有14,898人。郵遞區號為161-0032。

## 地理
位於新宿區西北部。町域北部與豐島區南長崎之間以目白通為界，東北部與豐島區目白之間以目白通為界，東部鄰新宿區下落合，南部與新宿區上落合之間以妙正寺川為界，西南部一帶，一丁目與四丁目之間為新宿區中井。西部與中野區上高田之間以妙正寺川為界，西北部通新宿區西落合。南北向山手通通過町內，與通過西北部及東部的新目白通在町內交會。町域內以住宅地為主。

## 歷史
- 1965年（昭和40年）8月1日 - 實施住居表示，成立中落合[3]。

### 地名由來
位於落合地域的中部而得名。

### 町名變遷
| 實施後       | 實施年月日   | 實施前（各町部分區域）                   |
| ------------ | ------------ | ---------------------------------------- |
| 中落合一丁目 | 1965年8月1日 | 下落合三丁目、下落合四丁目、上落合一丁目 |
| 中落合二丁目 | 1965年8月1日 | 下落合二丁目、下落合三丁目               |
| 中落合三丁目 | 1965年8月1日 | 下落合三丁目、下落合四丁目、西落合一丁目 |
| 中落合四丁目 | 1965年8月1日 | 下落合三丁目、下落合四丁目、西落合二丁目 |

## 交通
町域南部有西武新宿線、都營地下鐵大江戶線中井站。東部靠近西武新宿線下落合站，西北部靠近都營大江戶線落合南長崎站，北部可利用椎名町站。此外目白通沿線巴士便利。

## 設施

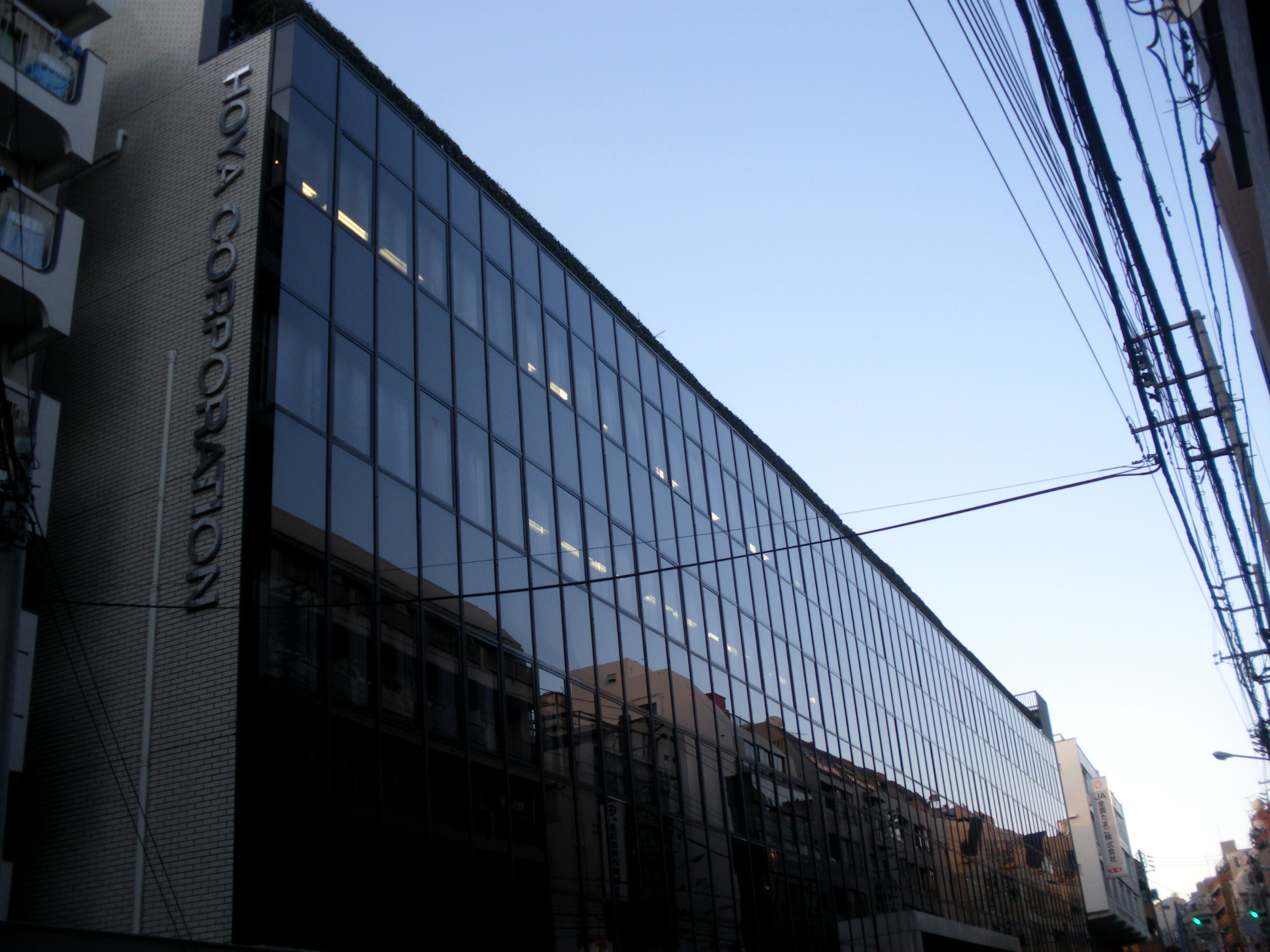
HOYA本社

- 目白大學新校區、目白大學短期大學部
- 目白研心高等學校、中學校
- 聖母醫院
- HOYA本社

## 備註
1. ↑  『角川日本地名大辞典 13 東京都』、角川書店、1991年再版、P876
2. ↑  .   [2013-08-10]. （原始内容存档于2014-08-19）.
3. ↑  1965年（昭和40年）11月12日自治省告示第156号「住居表示が實施された件」

## 外部連結
- 新宿區役所（页面存档备份，存于）